# Vinsonia stellifera
Vinsonia stellifera är en insektsart som först beskrevs av John Obadiah Westwood 1871.  Vinsonia stellifera ingår i släktet Vinsonia och familjen skålsköldlöss. Inga underarter finns listade i Catalogue of Life.